# Щелкун кроваво-пятнистый
Щелкун кроваво-пятнистый (лат. Ampedus sanguinolentus) — вид щелкунов из подсемейства Elaterinae.

## Описание
Длина тела от 9 до 11,5 мм. Усики короткие, с четвёртого членика пиловидныые. Переднеспинка блестящая к голове сужается. Отросток переднегрудки  направленный назад длинный и пригнутый к телу. Тело (кроме надкрылий и лапок) чёрное. Окраска надкрылий изменчивая. У типичной формы (typica) они красные с большим чёрным пятном посередине. Иногда встречаются формы с полностью красными (форма immaculatus) или соломенно-жёлтыми надкрыльями со светлыми (форма flaveolus) или черными (форма flavopubens). У формы centomaculatus надкрылья соломенно-жёлтые с чёрным центральным пятном. Лапки коричневые.

## Питание
Взрослые жуки питаются корнями вереска обыкновенного шотландского (Calluna vulgaris). Личинки питаются корнями и гнилой древесиной ивы, ольхи, тополя, берёзы и сосны. Встречается в пойменных местообитаниях.

## Распространение
Вид встречается в Европе, на Кавказе, в Сибири, Средней Азии, Монголии, на Дальнем Востоке и в Японии.

## Галерея

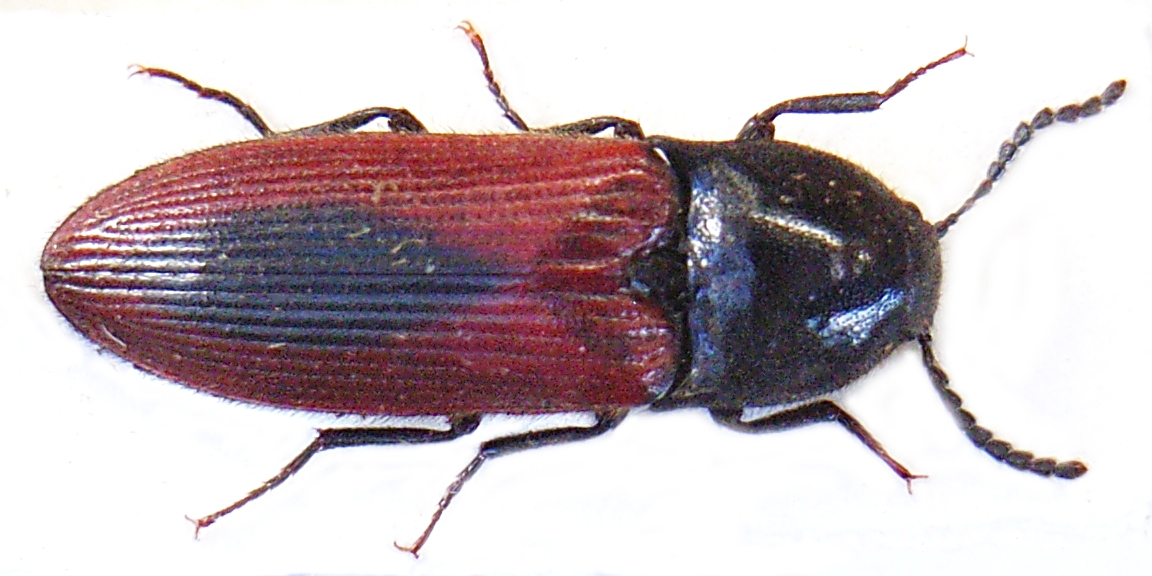
Верхняя сторона щелкуна кроваво-пятнистого
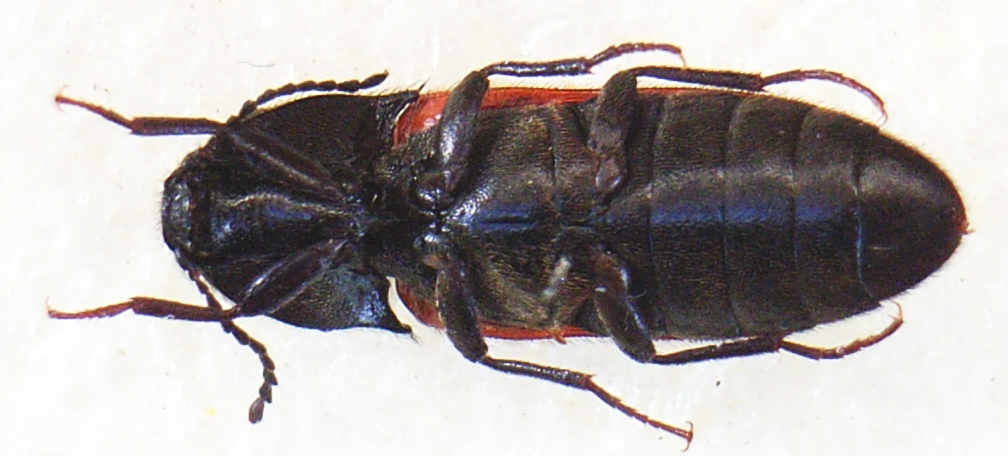
Нижняя сторона щелкуна кроваво-пятнистого
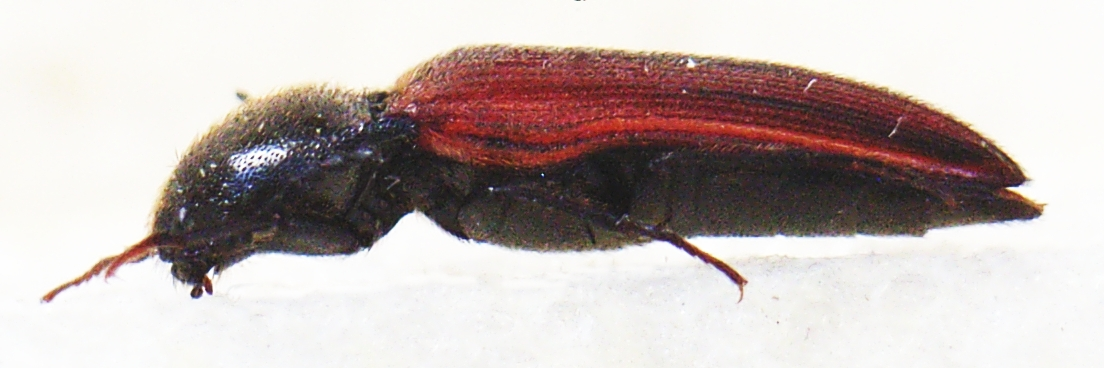
Боковая сторона щелкуна кроваво-пятнистого
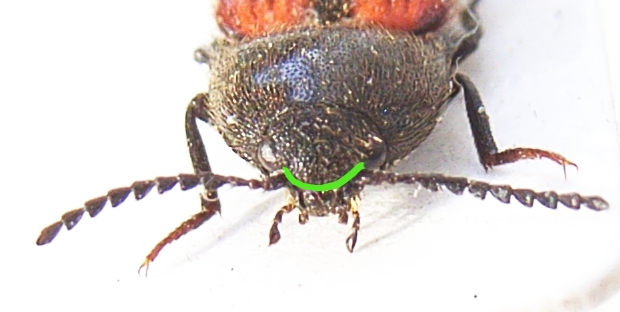
Лоб щелкуна кроваво-пятнистого